# Ветшиховице (гмина)
Ветшиховице (пол. Wietrzychowice) — сельская гмина (волость) в Польше, входит как административная единица в Тарнувский повет, Малопольское воеводство. Население — 4211 человек (на 2004 год). Административным центром гмины является село Ветшиховице.

## Демография
| Перепись                       | Всего   | Всего | Женщины | Женщины | Мужчины | Мужчины |
| ------------------------------ | ------- | ----- | ------- | ------- | ------- | ------- |
| Единицы                        | человек | %     | человек | %       | человек | %       |
| Население                      | 4211    | 100   | 2137    | 50,7    | 2074    | 49,3    |
| Плотность населения (чел./км²) | 86,7    | 86,7  | 44      | 44      | 42,7    | 42,7    |

## Сельские округа
1. Демблин
2. Ядовники-Мокре
3. Меховице-Мале
4. Меховице-Вельке
5. Новополе
6. Палушице
7. Сикожице
8. Ветшиховице
9. Воля-Роговска

## Соседние гмины
1. Гмина Грембошув
2. Гмина Кошице
3. Гмина Опатовец
4. Гмина Радлув
5. Гмина Щурова
6. Гмина Жабно